# Datagram
Een datagram in computernetwerken is een datapakket dat voldoende informatie bevat om zelf zijn weg te vinden over het netwerk naar de bedoelde bestemming, zonder dat er eerst een specifieke verbinding gemaakt moet worden tussen zender en ontvanger.
Een eigenschap van datagrammen is dat het een onbetrouwbare verbinding geeft, omdat de verzender niet kan constateren of zijn bericht al dan niet ontvangen is, en de ontvanger niet kan zien of opeenvolgende pakketten in de juiste volgorde ontvangen zijn.
Een voorbeeld van een netwerkprotocol dat gebruikmaakt van datagrammen is het Internet Protocol (IP). Door IP te gebruiken in combinatie met het Transmission Control Protocol (TCP), waarbij de verzender en ontvanger eerst met een TCP-handshake een verbinding (sessie) opzetten, kan een betrouwbare verbinding gemaakt worden.
Het User Datagram Protocol maakt het mogelijk om berichten verbindingsloos te verzenden over IP (Connectionless Network Service of CLNS).